# Hrabstwo Johnson (Tennessee)
Hrabstwo Johnson (ang. Johnson County) – hrabstwo w stanie Tennessee w Stanach Zjednoczonych. Obszar całkowity hrabstwa obejmuje powierzchnię 302,73 mil² (784,07 km²). Według szacunków United States Census Bureau w roku 2009 miało 18 006 mieszkańców.
Hrabstwo powstało w 1836 roku.
Hrabstwo należy do nielicznych hrabstw w Stanach Zjednoczonych należących do tzw. dry county, czyli hrabstw gdzie decyzją lokalnych władz obowiązuje całkowita prohibicja.

## Miasta
- Mountain City[6]

| Populacja hrabstwa w poprzednich latach | Populacja hrabstwa w poprzednich latach |
| Rok                                     | Liczba ludności                         |
| --------------------------------------- | --------------------------------------- |
| 1980                                    | 13 753                                  |
| 1990                                    | 13 766                                  |
| 2000                                    | 17 499                                  |
| 2005                                    | 18 116                                  |